# 启真湖 (浙江大学)
启真湖是浙江大学紫金港校区内最大的人工湖，位于紫金港东区的腹地，湖名来自于浙江大学校歌中的“昔言求是，实启尔求真”。
东侧为东教学楼，西侧为西教学楼，南侧有南华园、纳米楼等，北侧有紫金港剧院、下沉式广场、月牙楼等，东北侧有图书信息大楼。
启真湖有引入大白鹅、黑天鹅栖息。湖东侧有种植荷花，湖西畔的草地也被称为情人坡。
2015年，启真湖畔建成水上运动专用码头，并开始举办水上运动会，同时也开设皮划艇课程；2017年，举办了国际水上运动产业峰会。